# Giovanni de Campo

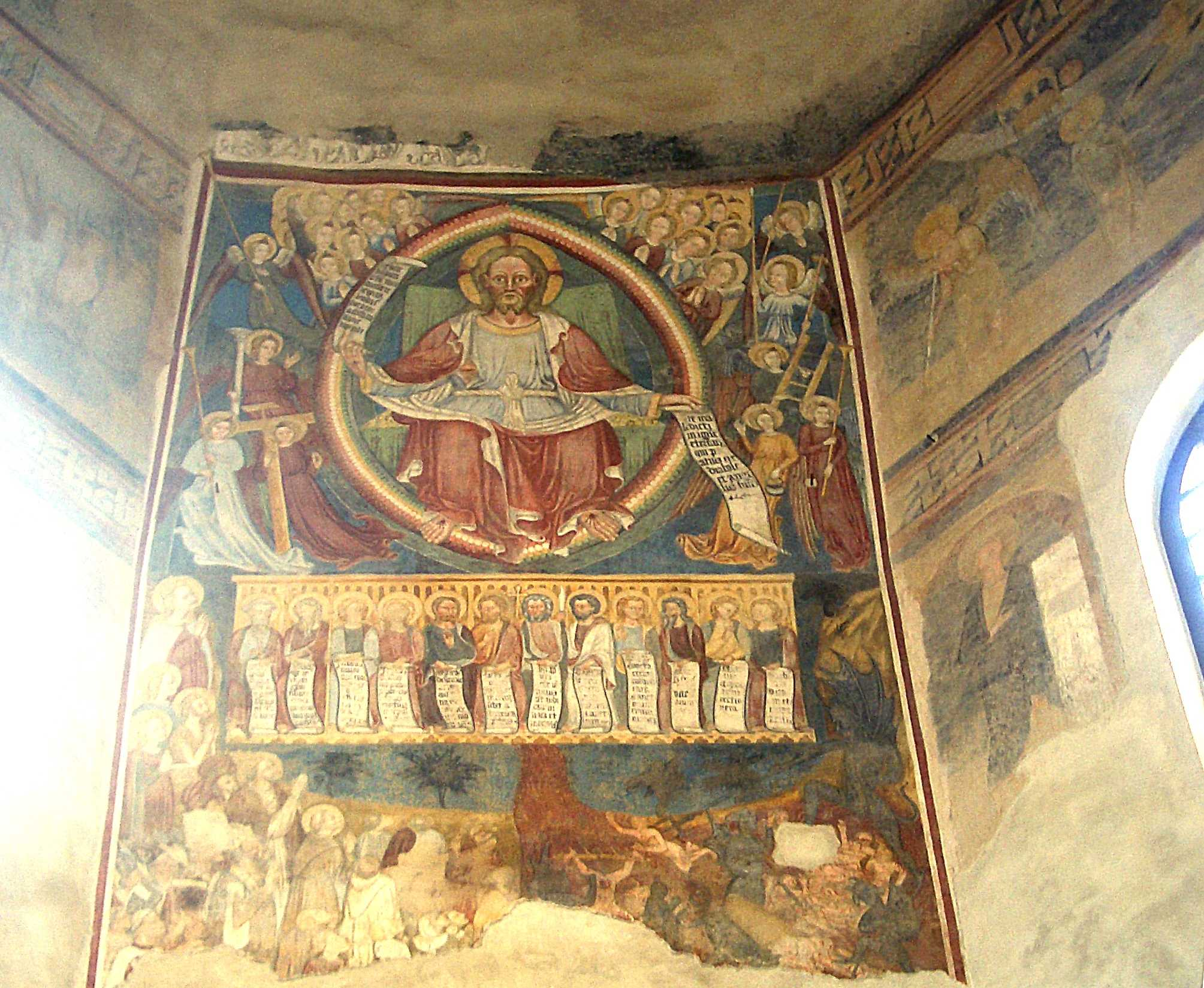
Giudizio Universale, Battistero del Duomo di Novara, ca. 1450

Giovanni de Campo, (o Johannes de Champo) (documentato dal 1440 – a prima del 1483), è stato un pittore italiano, probabilmente originario di Novara ed attivo in una vasta area territoriale che va dal novarese al verbano, alla Val Vigezzo ed alla Valsesia.

## Vita ed opere
Pochi sono i documenti riguardanti la vita del pittore. Sappiamo che nel 1440 firmò il ciclo di affreschi per la chiesa di Santa Maria Assunta ad Armeno. Da una citazione notarile del 1483 riguardante il figlio Luca, anch'egli pittore presso la bottega paterna, si apprende che, a quella data, Giovanni risultava deceduto.
L'importanza assunta dalla sua bottega già nel quinto decennio del XV secolo è attestata, oltre che dagli affreschi di Armeno, da almeno altre due opere di rilievo: il Giudizio Universale  realizzato nella chiesa di San Colombano a Biandrate (1444), e un secondo Giudizio Universale  realizzato nel tiburio del Battistero del Duomo di Novara (circa 1450).
Fonti documentali ci dicono che nel 1450, sempre a Novara, egli eseguì anche alcuni affreschi nel nartece dell'antico duomo; affreschi che sono andati distrutti nel 1865 con la ristrutturazione dell'edificio affidata all'Antonelli.

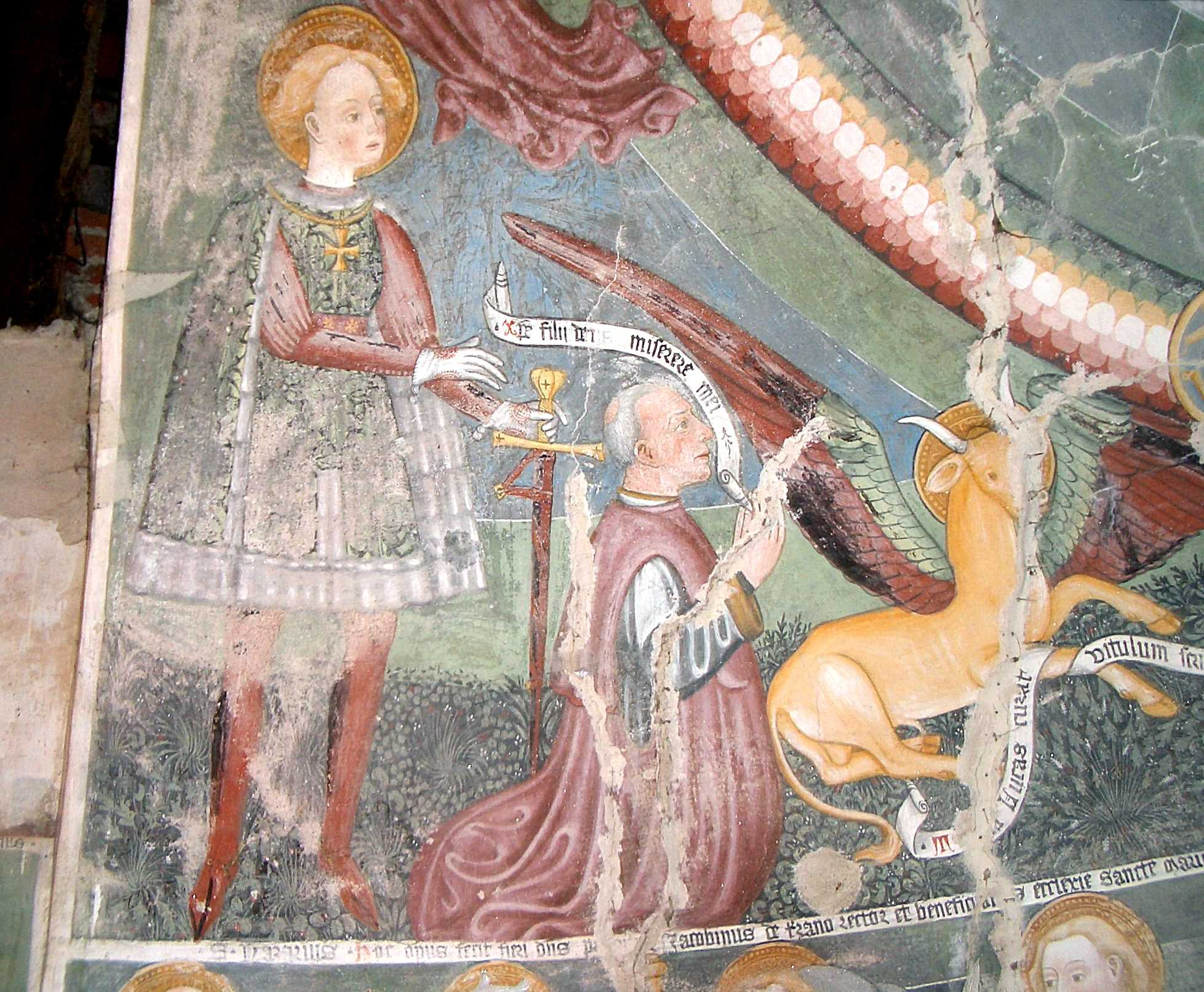
San Nazzaro e il donatore, Chiesa dei Santi Nazzaro e Celso a Sologno frazione di Caltignaga, 1461

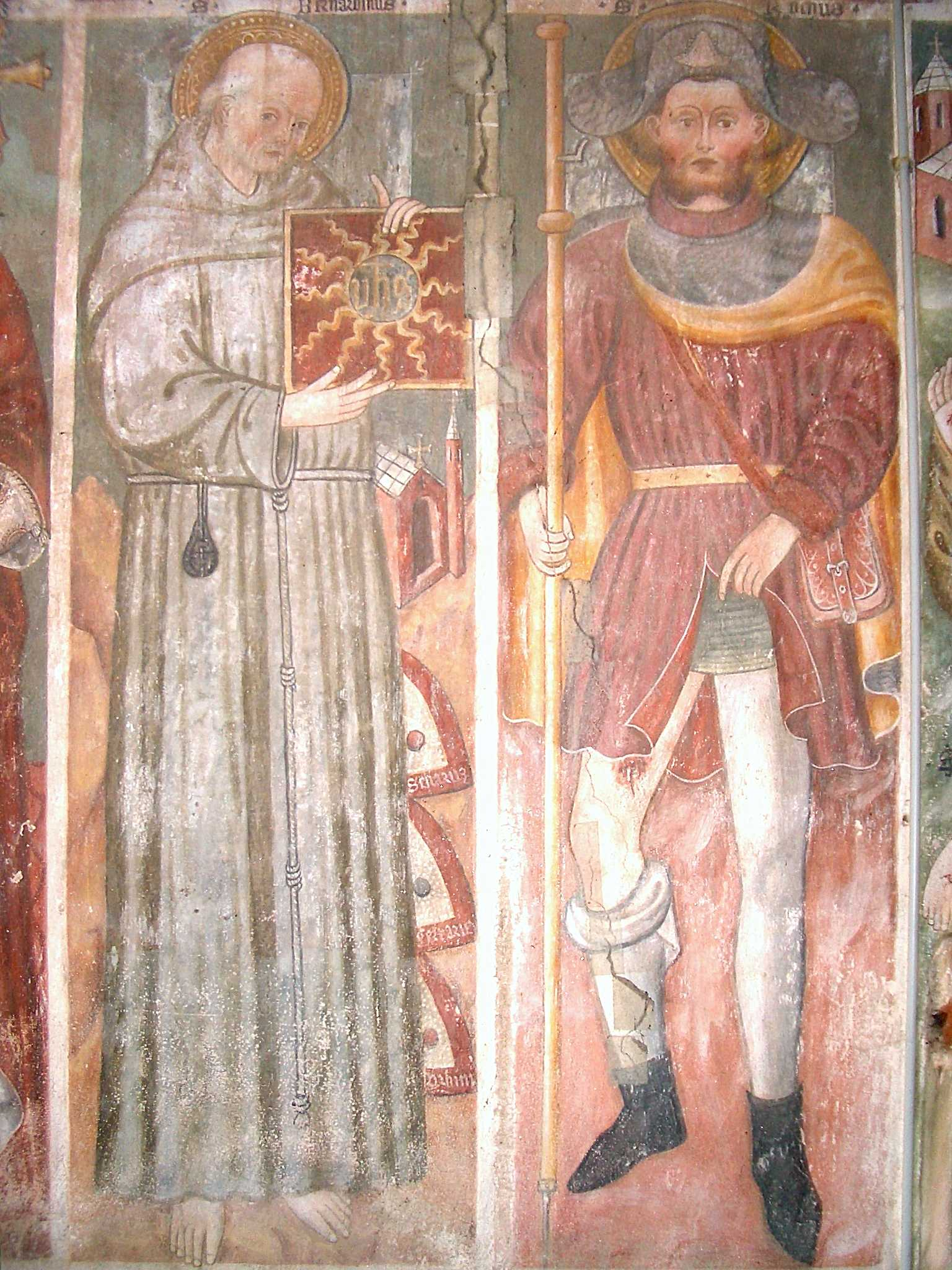
Santi Bernardino e Rocco, Chiesa dei Santi Nazzaro e Celso a Sologno

Sempre negli anni a ridosso del 1450 si collocano gli affreschi (ormai andati perduti, con l'eccezione di alcuni frammenti riguardanti una Resurrezione e una Pentecoste) della Chiesa di San Giovanni Battista a Varallo. A lui e alla sua bottega sono attribuiti alcuni affreschi staccati (Martirio di San Pietro da Verona e figure di Profeti), provenienti dalla Chiesa di San Pietro Martire in Varallo e conservati nella locale pinacoteca.
Già in queste prime opere Giovanni si dimostra aggiornato sui modi della pittura cortese provenienti dall'area milanese: sono stati proposti riferimenti a rappresentanti milanesi del gotico internazionale quali Michelino da Besozzo e gli Zavattari. A tale linguaggio tardo gotico egli rimase costantemente attaccato, non senza scivolare su una ripetitività di modi, legata verosimilmente anche all'esigenza di far fronte alle tante commesse.
Grazie a un confronto stilistico con i dipinti di Armeno è stato possibile definire un ampio corpus di affreschi riconducibili a Giovanni e alla sua bottega, bottega nella quale almeno dal 1461 iniziò ad operare anche il figlio Luca.
È attribuito a Giovanni, con l'ampio intervento di aiuti e collaboratori, il ciclo di affreschi della Chiesa dei Santi Nazzaro e Celso a Sologno nel comune di Caltignaga: gli affreschi dell'abside sono datati 1461.
Del 1462 sono gli affreschi, attribuiti a lui e alla sua bottega, nella cappella della Madonna del Ponte a Fervento, nel comune di Boccioleto: essi presentano, rispetto a quelli di Sologno, evidenti analogie iconografiche, dovute verosimilmente all'impiego degli stessi cartoni.
All'altezza di quegli anni iniziò verosimilmente a lavorare in collaborazione col figlio Luca e diventa così difficile distinguere i rispettivi contributi.
Altri cicli attribuiti alla bottega di Giovanni si trovano: nella cappella della Mora a Briona (1463), nella chiesa di Sant'Alessandro nella stessa località, nelle chiese di San Salvatore e di San Michele a Massino Visconti, nella chiesa di San Martino a Vicolungo, nella Basilica di San Giulio ad Orta dove è presente un suo affresco con Santa Caterina e San Nicola di Bari. Gli sono attribuiti inoltre alcuni affreschi staccati, oggi conservati nel Museo Civico di Novara.
Alla scuola dei De Campo è attribuito anche il ciclo pittorico che decora l'interno dell'oratorio di san Giovanni Battista "Il vecchio" alla frazione Piana di Rossa, in Val Sermenza: ancora visibili sono un Cristo Pantocratore e una serie di personaggi identificati nei Quattro Evangelisti oppure in Tre apostoli e san Giovanni Battista.

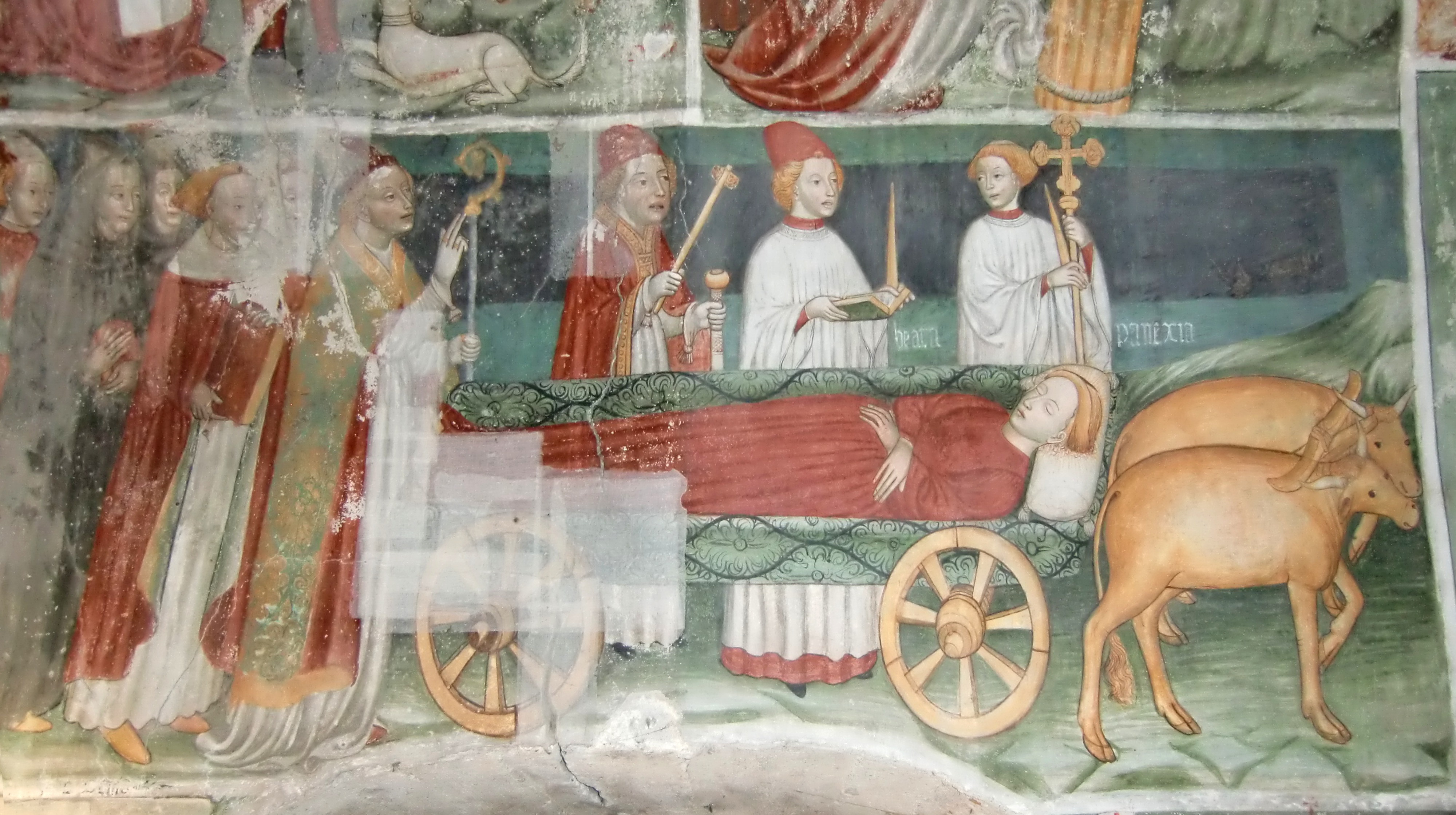
Funerali della beata Panacea, 1476, Oratorio di San Pantaleone, Oro di Boccioleto

L'ultima opera datata (1476) attribuitagli è il ciclo dell'oratorio di San Pantaleone a Oro di Boccioleto (contenente, tra le altre cose, tre riquadri dedicati alla Vita della Beata Panacea). Riguardo a tale ciclo si sono messi in evidenza alcuni modi pittorici nuovi, dati da una più intensa espressività dei personaggi e dall'uso di una distribuzione spaziale più moderna. Tali innovazioni possono essere spiegate dalla maturità raggiunta dall'artista al termine della sua carriera, ma forse anche dalla intervenuta collaborazione di qualche altro artista più aggiornato sulle nuove tendenze pittoriche che si andavano diffondendo nel Piemonte orientale, ispirate anche alla diffusione della spiritualità francescana.
Il figlio Luca proseguì l'attività della bottega in continuità con la cifra stilistica di Giovanni. Di lui si conoscono due opere firmate: il ciclo (1468) con la Vita di Maria e l'Incoronazione della Vergine nell'abside dell'oratorio di Santa Maria a Linduno, frazione di Momo e un'altra Incoronazione della Vergine nella chiesa di Santa Maria delle Grazie a Rima, in Valsesia. Quest'ultimo affresco - posto al centro dell'altare - è quanto rimane di un più ampio ciclo pittorico realizzato nella primitiva cappella gentilizia della famiglia De Janni.  Quando, nel 1668, fu deciso il terzo ampliamento dell'edificio gli affreschi del De Campo furono forzatamente sacrificati con l'eccezione, appunto, dell'Incoronazione.della Vergine.